# Kruidenrijk grasland
Kruidenrijk grasland is grasland dat bestaat uit grassen, graslandkruiden en vlinderbloemigen, waarin de grassen niet of in mindere mate domineren en waarbij de toestand van bodem en (grond)water uit de samenstelling van de vegetatie wordt afgelezen.

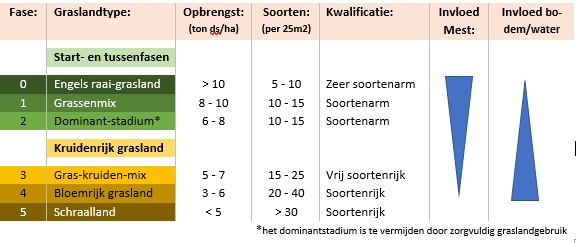
Graslandtypen afgezet tegen het aantal soorten, opbrengst en de invloed van bodem en mest

## Typen graslanden
Wim Schippers heeft een boekje geschreven met de naam: 'Veldgids ontwikkelen van kruidenrijk grasland'. In dit boekje typeerde hij de verschillende fasen die grasland doormaakt naarmate men het verschraalt of bemest. Deze typen worden zowel in wetenschappelijk onderzoek als in de praktijk gebruikt om graslanden te duiden. Zoals de tabel hiernaast laat zien spreken we in fase 0 tot 2 van grasland en in fase 3 tot 5 van kruidenrijk grasland. 
Uit de afbeelding valt af te lezen in welke fase het grasland verkeert, welke invloed bodem, water en mest hebben, hoeveel soorten er ongeveer per fase zijn en wat de opbrengst is van het grasland.  

## Definitie
De definitie van kruidenrijk grasland is opgebouwd uit een samenvoeging van twee definities. De basis voor de definitie ligt in de classificatie van graslanden door de European Grassland Federation (EGF) die kruidenrijk grasland definieert als: 'grasland dat bestaat uit grassen, graslandkruiden en vlinderbloemigen'. Wim Schippers definieert kruidenrijk grasland vooral op basis van de mate waarin soorten voorkomen of domineren en de invloed van mest, bodem en water. Samen vormen zij de basis voor een heldere definitie van kruidenrijk grasland: 'kruidenrijk grasland is grasland dat bestaat uit grassen, graslandkruiden en vlinderbloemigen, waarin de grassen niet of in mindere mate domineren en waarbij de toestand van bodem en (grond)water uit de samenstelling van de vegetatie wordt afgelezen'.

## Classificatie
Binnen de classificatie van de European Grassland Federation (EGF) is kruidenrijk grasland niet geclassificeerd. Om toch handen en voeten te geven aan de kruidenrijke graslanden wordt het volgende voorgesteld. 
Kruidenrijke graslanden kunnen als volgt worden geclassificeerd:
- (Tijdelijke) akkergemeenschappen van kruidenrijk grasland die zijn ingezaaid met een (commercieel en/of veredeld) mengsel met wisselend grassen, graslandkruiden en vlinderbloemigen waarbij de grassen niet of in mindere mate domineren. Deze gemeenschappen kunnen zowel gemaaid als beweid worden. Het doel van deze akkergemeenschappen kan zeer uiteenlopend zijn.
- Natuurlijk ontwikkelde kruidenrijke graslanden zijn kruidenrijke graslanden die zich op natuurlijke wijze hebben ontwikkelt met inheemse planten(zaden) uit de in grond of een in de omgeving aanwezige zaadbank. Deze graslanden bestaan uit een mix van grassen, graslandkruiden en vlinderbloemigen. De vegetatie ontwikkelt zich onder invloed van het gebruik door maaien, beweiden en bemesten en onder invloed van de bodem en de grondwaterstand. De volgende kruidenrijke graslanden kunnen als subklasse worden onderscheiden:
  - Grassenmix: Kruidenrijke graslanden die bestaan uit een grassenmix met een beperkt aantal vlinderbloemigen en graslandkruiden. Het oogsten van het gewas voor landbouwdoeleinden is het hoofddoel. In tegenstelling tot de landbouwkundig verbeterde graslanden worden deze percelen minder intensief gemaaid, beweid en bemest als de productiegraslanden. Per 25 vierkante meter worden 10 tot 15 plantensoorten aangetroffen.
  - Gras-kruidenmix: Kruidenrijke graslanden die bestaan uit grassen, grasland kruiden en vlinderbloemigen waarin de grassen niet overheersen. Per 25 vierkante meter zijn 15 tot 25 plantensoorten waarneembaar. Het bemestingsniveau is laag en het effect van de bodem, maaien en weiden zijn waarneembaar in de samenstelling van de soorten.
  - Bloemrijke graslanden: Kruidenrijke graslanden die bestaan uit graslandkruiden, vlinderbloemigen en grassen. Biodiversiteit is het voornaamste hoofddoel van deze graslanden, maar ook diergezondheid, landschap en imago zijn kernwaarden. Deze graslanden zijn zeer kleurrijk en per 25 vierkante meter worden 20 tot 40 soorten aangetroffen. De bloemrijke graslanden worden 1 à 2 keer per jaar gemaaid en soms nabeweid. Er wordt niet of nauwelijks bemest en de invloed van de grondwaterstand en bodem zijn duidelijk waarneembaar.

## Landbouw versus natuur
Kruidenrijk grasland is de afgelopen jaren steeds belangrijker geworden. De landbouw kreeg het imago opgelegd dat alle grasland zou worden omgevormd tot een 'groene woestijn' waarin geen ruimte was voor biodiversiteit. Inmiddels is de landbouw bezig aan een transitie en wordt de rol van (natuurlijk ontwikkelde) kruidenrijke graslanden steeds groter. Vanuit het gemeenschappelijk landbouwbeleid van de Europese Unie worden zijn er inmiddels regelingen voor het in stand houden van kruidenrijk grasland. Behalve biodiversiteit, zijn ook imago en diergezondheid thema's in de landbouw die pleiten voor het in stand houden, ontwikkelen of inzaaien van kruidenrijke graslanden. 
Zoals de tabel hierboven laat zien hebben kruidenrijke graslanden een lagere opbrengst dan de gangbare graslanden in de landbouw. Gangbare graslanden scoren dan ook beter in verschillende managementtools en concepten in de landbouw, zoals de kringloopwijzer en Planetproof. Kruidenrijke graslanden leggen namelijk minder koolstof vast en de voederwaarden (energie en eiwit) zijn vaak lager. 
Biologische boeren hebben vaak een hoog aandeel kruidenrijke graslanden, maar hebben een lagere opbrengst dan de gangbare landbouwbedrijven. De biologische boeren hebben daarom een hogere opbrengstprijs nodig voor hun producten om de kosten te dekken. 
Terrein beherende organisaties (TBO's) van natuurterreinen streven graag naar bloemrijke graslanden of schraalgraslanden. De soortenrijkdom is daar vaak hoog en op sommige plekken komen zeldzame planten voor. Het vraagt van de TBO's jaren inspanningen om die fasen van kruidenrijk grasland te bereiken, soms vergt dit wel 30 jaar beheer. 

## Weidevogels
Kruidenrijk grasland is zeer belangrijk in de kuikenfase van weidevogels. In het kruidenrijke grasland is een breed scala aan grote en kleine insecten aanwezig die tot voedsel dienen voor de weidevogelkuikens. De collectieven voor Agrarisch Natuur- en Landschapsbeheer streven samen met de TBO's naar voldoende kruidenrijke grasland op plaatsen waar veel weidevogels broeden. 